# Carpendale
Carpendale est une ville américaine située dans le comté de Mineral en Virginie-Occidentale.
Selon le recensement de 2010, Carpendale compte 977 habitants. La municipalité s'étend sur 1,31 milles carrés (3,39 km2).
Carpendale devient une municipalité de Virginie-Occidentale le 2 janvier 1990. Elle rassemble trois lotissements : Carpenters 
Addition, Millerdale I et Millerdale II. Son nom provient de la contraction de « Carpenters 
Addition » et « Millerdale ».